# Megacmonotus vanderweelei
Megacmonotus vanderweelei är en insektsart som beskrevs av Tim R. New 1984. Megacmonotus vanderweelei ingår i släktet Megacmonotus och familjen fjärilsländor. Inga underarter finns listade i Catalogue of Life.